# Флаг городского поселения Шатура
Флаг муниципального образования городское поселение Шату́ра Шатурского муниципального района Московской области Российской Федерации — опознавательно-правовой знак, служащий официальным символом муниципального образования.
Флаг утверждён 26 мая 2011 года и 2 ноября внесён в Государственный геральдический регистр Российской Федерации с присвоением регистрационного номера 7170.

## Описание
«Прямоугольное двухстороннее зелёное полотнище с отношением ширины к длине 2:3, воспроизводящее композицию герба городского поселения Шатура голубым и жёлтым цветами».
Геральдическое описание герба гласит: «В зелёном поле над оконечностью, пересечённой мурованным золотом и лазурью, летящий вправо и вверх с воздетыми крыльями золотой журавль, сопровождаемый выходящим в правом нижнем углу пламенеющим солнцем (без изображения лица) того же металла».

## Символика
Флаг разработан с учётом герба городского поселения Шатура, в котором использован в качестве основы герб Шатурского муниципального района, первоначально созданный для единого муниципального образования «Шатурский район», в состав которого входил город Шатура и сейчас являющийся центром Шатурской земли.
Расположение на восточной границе Московской области отражено жёлтым восходящим солнцем. Восходящее солнце — символ созидательной силы, аллегорически говорит о том, что жители Шатурского района первыми в Московской области встречают восход солнца, а значит и наступление нового дня.
Солнце — символ источник тепла, мира и согласия. Солнце на флаге городского поселения указывает Шатурскую электростанцию, строительство которой в 1919 году включило Шатуру в реализацию всероссийского проекта ГОЭЛРО.
Журавль — символ бдительности и преданности, олицетворяет жизненную силу, дух и чистое сознание, передаёт изумительную по красоте природу Шатурского края. Кроме того, журавль, взмывающий в небо, означает стремление к совершенству, в будущее.
Голубая полоса аллегорически показывает многочисленные озёра района.
Зелёное полотнище и голубая полоса повторяет основные цвета флага Шатурского муниципального района, что символизирует общность территории и единство городского поселения и муниципального района.
Символика жёлтой (золотой) мурованной полосы многозначна:
— кладка из золотых брусков аллегорически символизирует добычу торфа как основу возникновения и развития всего города;
— мурованная полоса — аллегория города Шатуры как фундамента Шатурского муниципального района. Именно в городе был заложен промышленный потенциал района, здесь сконцентрированы предприятия, работает электростанция;
— мурованная полоса — как образ крепостной стены, традиционно окружавшей города, подчёркивает, что Шатура с 1936 года получила городской статус.
Жёлтый цвет (золото) — символ богатства, стабильности, уважения и интеллекта, жизненной энергии.
Голубой цвет (лазурь) — символ чести, истины, духовности, добродетели и чистого неба.
Зелёный цвет — цвет природы, дополняет символику герба и означает достаток, процветание, стабильность.